# Forze di difesa territoriale (Ucraina)
Le Forze di difesa territoriale (in ucraino Сили територіальної оборони?, Syly terytorial'noї oborony, note anche con l'acronimo TrO) sono la componente di riserva militare delle Forze armate ucraine. Vennero costituite in seguito alla riorganizzazione dei battaglioni di difesa territoriale, unità di volontari reclutate nel 2014 in seguito allo scoppio della guerra del Donbass, che vennero trasformati in battaglioni di fanteria motorizzata da integrare nelle Forze terrestri. Al loro posto, a partire dal 2015 iniziò il processo di creazione delle Forze di difesa territoriale, le quali rimasero fino al 2021 in una forma solo parzialmente organizzata. All'inizio del 2022 le diverse unità vennero formalmente unificate in un unico ente sotto il comando del Ministero della difesa.
Il corpo è composto da riservisti in servizio a tempo parziale, solitamente veterani di guerra, che in caso di mobilitazione generale dovrebbero guidare i volontari civili reclutati localmente. Le Forze di difesa territoriale includono inoltre la Legione internazionale di difesa territoriale dell'Ucraina, formata da volontari stranieri.

## Storia
All'inizio del 2014, in seguito all'annessione della Crimea da parte della Russia, durante la quale le unità militari ucraine si arresero o disertarono quasi senza opporre resistenza, e alle prime disastrose fasi della guerra del Donbass, le Forze armate ucraine si rivelarono impreparate, male equipaggiate e carenti di professionalità, morale e addestramento. Con il peggiorare della situazione in Donbass molti civili iniziarono a formare milizie volontarie e gruppi paramilitari, come ad esempio i battaglioni di difesa territoriale (nelle Forze terrestri) e i battaglioni "Azov" e "Donbass" (nella Guardia nazionale). Queste unità riuscirono a stabilizzare la linea del fronte contro le forze separatiste, permettendo all'esercito ucraino di riorganizzarsi e mobilitarsi.
A partire dall'estate 2014 i battaglioni di difesa territoriale vennero progressivamente trasformati in battaglioni di fanteria motorizzata e assegnati alle brigate regolari dell'esercito. Per sostituirli venne gradualmente introdotta una nuova struttura di difesa territoriale. Nel 2018 iniziò il processo di formazione delle brigate di difesa territoriale, una per ogni regione dell'Ucraina, sulla base dei distaccamenti precedentemente costituiti. Queste brigate sono composte da una piccola parte di personale militare, mentre il grosso è formato da riservisti, periodicamente richiamati per svolgere esercitazioni. In totale vennero formate 25 brigate di difesa territoriale.
Il 25 maggio 2021 il Presidente Volodymyr Zelens'kyj ha presentato alla Verchovna Rada una legge "Sui fondamenti della resistenza nazionale", la quale comportava l'incremento del personale delle Forze armate di 11.000 unità e della riorganizzazione della vecchia difesa territoriale nelle attuali Forze di difesa territoriale come ramo indipendente delle Forze armate. La nuova Arma venne ufficialmente attivata il 1º gennaio 2022. L'11 febbraio il numero di volontari previsto è stato aumentato da 1,5 a 2 milioni di unità.

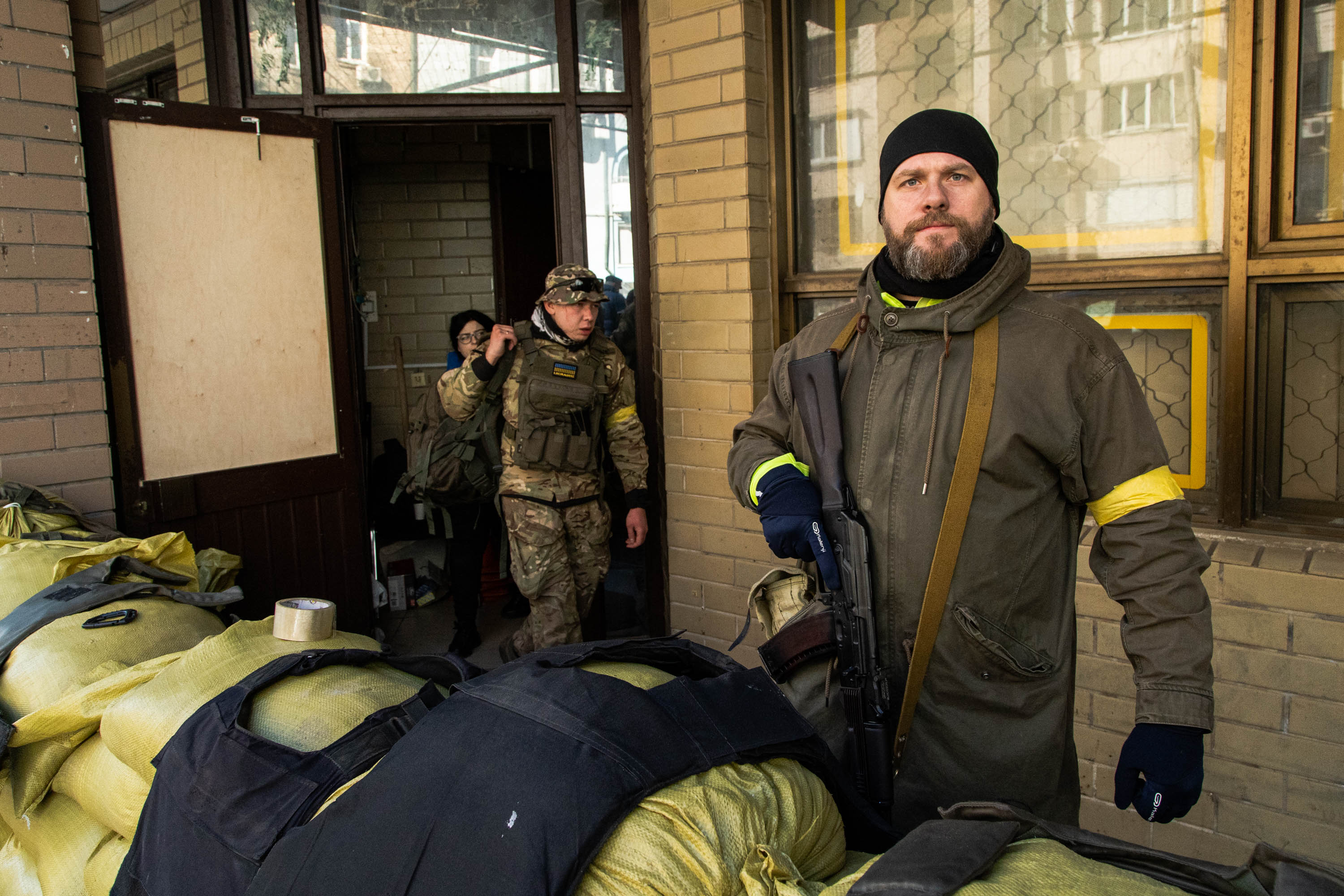
Civili arruolati nella difesa territoriale, Kiev, 26 febbraio 2022.

In seguito all'invasione russa dell'Ucraina del 2022 le Forze di difesa territoriale sono state attivate, e numerosi civili si sono uniti alle brigate della loro regione per combattere gli invasori russi. Il 25 febbraio il governo ucraino ha distribuito 18.000 armi da fuoco ai cittadini di Kiev che desideravano contribuire alla difesa della città durante la rapida avanzata nemica. Nelle settimane successive le unità territoriali vennero coinvolte in numerosi combattimenti per tutta l'Ucraina, in supporto delle Forze terrestri e della Guardia nazionale. Entro il 6 marzo oltre 100.000 volontari erano stati reclutati nelle Forze di difesa territoriale. Nei mesi successivi sono state formate altre 6 brigate, stavolta con base nelle grandi città invece che negli oblast', portando il totale a 31.
Il 27 febbraio 2022, in seguito al grande numero di stranieri offertisi volontari per combattere per l'Ucraina, il Presidente Zelens'kyj ha istituito la Legione internazionale per la difesa territoriale dell'Ucraina, una legione straniera sotto il controllo delle Forze di difesa territoriale.
A partire dalla primavera del 2024, dopo due anni di servizio al fronte, le Forze di difesa territoriale hanno intrapreso un processo di riforma. Le prime due unità a venirne interessate sono state la 100ª Brigata, trasformata in brigata meccanizzata e trasferita alle Forze terrestri, e la 126ª Brigata, riassegnata al Corpo della fanteria di marina. In seguito sono state trasferite alle Forze terrestri anche la 125ª, 127ª e 128ª e 129ª Brigata di difesa territoriale. All'inizio di maggio è stata invece assegnata alle Forze di difesa territoriali la 1ª Brigata operazioni speciali "Ivan Bohun".

## Organizzazione
Oltre alla brigata di difesa territoriale, formata da 4-8 battaglioni, ogni commissariato militare regionale ha il compito di formare un battaglione fucilieri autonomo. I commissariati militari distrettuali devono invece costituire da 2 a 5 distaccamenti di difesa, in base alle necessità. Ogni commissariato, regionale o distrettuale, ha inoltre assegnata una compagnia di protezione. L'equipaggiamento consiste in: cannone antiaereo ZU-23, mortaio 2B9 Vasilek, lanciagranate anticarro RPG-7, fucile d'assalto AK-47 e pistola semiautomatica Makarov.
Le unità sono organizzate come segue:

### Brigata di difesa territoriale
- Comando di brigata
- 4-8 battaglioni di difesa territoriale
  - Comando di battaglione
  - 4 compagnie di fanteria
  - Plotone da ricognizione
  - Plotone del genio
  - Plotone comunicazioni
  - Centro medico
- Compagnia di contro-sabotaggio
- Compagnia del genio
- Compagnia comunicazioni
- Compagnia logistica
- Batteria mortai

### Battaglione fucilieri autonomo
- Comando di battaglione
- 3 compagnie di fanteria
- Compagnia di supporto di fuoco
- Plotone da ricognizione
- Plotone del genio
- Plotone comunicazioni
- Centro medico

### Distaccamento di difesa
- Comando di distaccamento
- 9 plotoni di fanteria
- Dipartimento economico
- Dipartimento manutenzione veicoli
- Centro medico

### Compagnia di protezione
- Comando di compagnia
- 4 plotoni di protezione

## Struttura
Ogni brigata è formalmente subordinata all'amministrazione regionale corrispondente al comando operativo delle Forze terrestri ("Nord", "Sud", "Est", "Ovest") della propria area di competenza.
 Comando delle Forze di difesa territoriale (Kiev, unità militare A1155)
- 321º Battaglione sicurezza e servizio (Kiev, unità militare A4440)[29]
- 1225º Battaglione genio (unità militare A4745)
- 1226º Battaglione genio (unità militare A4748)
- 1227º Battaglione genio (unità militare A4761)
- 1228º Battaglione genio (Saltykova Divycja, unità militare A4780)
- 35º Centro tutela dei segreti di stato (Kiev, unità militare A5449)
- 211º Nodo informazioni e telecomunicazioni (Kiev, unità militare А4965)

- Amministrazione regionale "Ovest" (Rivne, unità militare A5509)
  -  100ª Brigata di difesa territoriale (Volinia)
  -  101ª Brigata di difesa territoriale (Transcarpazia)
  -  102ª Brigata di difesa territoriale (Ivano-Frankivs'k)
  -  103ª Brigata di difesa territoriale (Leopoli)
  -  104ª Brigata di difesa territoriale (Rivne)
  -  105ª Brigata di difesa territoriale (Ternopil')
  -  106ª Brigata di difesa territoriale (Chmel'nyc'kyj)
  -  107ª Brigata di difesa territoriale (Černivci)
  -  125ª Brigata di difesa territoriale (Città di Leopoli)
  - 348º Nodo informazioni e telecomunicazioni (Rivne, unità militare A5005)
- Amministrazione regionale "Nord" (Černihiv, unità militare A5725)
  -  112ª Brigata di difesa territoriale (Città di Kiev)
  -  114ª Brigata di difesa territoriale (Kiev)
  -  115ª Brigata di difesa territoriale (Žytomyr)
  -  116ª Brigata di difesa territoriale (Poltava)
  -  117ª Brigata di difesa territoriale (Sumy)
  -  118ª Brigata di difesa territoriale (Čerkasy)
  -  119ª Brigata di difesa territoriale (Černihiv)
  -  241ª Brigata di difesa territoriale (Kiev)
  - 448º Nodo informazioni e telecomunicazioni (Černihiv, unità militare A5185)
- Amministrazione regionale "Sud" (Odessa, unità militare A5833)
  -  120ª Brigata di difesa territoriale (Vinnycja)
  -  121ª Brigata di difesa territoriale (Kirovohrad)
  -  122ª Brigata di difesa territoriale (Odessa)
  -  123ª Brigata di difesa territoriale (Mykolaïv)
  -  124ª Brigata di difesa territoriale (Cherson)
  -  126ª Brigata di difesa territoriale (Città di Odessa)
  - 535º Nodo informazioni e telecomunicazioni (Odessa, unità militare A5233)
- Amministrazione regionale "Est" (Dnipro, unità militare A5617)
  -  108ª Brigata di difesa territoriale (Dnipropetrovs'k)
  -  109ª Brigata di difesa territoriale (Donec'k)
  -  110ª Brigata di difesa territoriale (Zaporižžja)
  -  111ª Brigata di difesa territoriale (Luhans'k)
  -  113ª Brigata di difesa territoriale (Charkiv)
  -  127ª Brigata di difesa territoriale (Città di Charkiv)
  -  128ª Brigata di difesa territoriale (Città di Dnipro)
  -  129ª Brigata di difesa territoriale (Città di Kryvyj Rih)
  -  Battaglione di difesa territoriale "Est" (Dnipro, unità militare A4458)
  - 374º Nodo informazioni e telecomunicazioni (Dnipro, unità militare A5077)

## Comandanti
- Brigadier generale Jurij Haluškin (1 gennaio 2022 - 15 maggio 2022)
- Maggior generale Ihor Tancjura (15 maggio 2022 - 9 ottobre 2023)
- Maggior generale Anatolij Barhylevyč (9 ottobre 2023 - 10 febbraio 2024)
- Maggior generale Ihor Plachuta (10 febbraio 2024 - in carica)